# Giải vô địch bóng đá U-16 nữ Đông Nam Á 2017
Giải vô địch bóng đá nữ U-16 Đông Nam Á 2017 (tiếng Anh: 2017 AFF U-16 Girls' Championship) là lần thứ 2 của giải vô địch bóng đá nữ U-16 Đông Nam Á, một giải đấu bóng đá nữ quốc tế bởi Liên đoàn bóng đá Đông Nam Á (AFF) tổ chức. Giải đấu đã tổ chức bởi Lào ở Viêng Chăn từ ngày 8 đến ngày 20 tháng 5 năm 2017. Tất cả các trận đấu được diễn ra tại sân vận động Quốc gia Lào mới. Đương kim vô địch là Úc nhưng họ không tham gia trong lần này.

## Các đội tuyển tham gia
| Hiệp hội |
| -------- |
| Thái Lan |
| Việt Nam |
| Myanmar  |
| Lào      |
| Malaysia |

| Hiệp hội    |
| ----------- |
| Singapore   |
| Campuchia   |
| Philippines |
| Indonesia   |

## Địa điểm
| Viêng Chăn                    | Viêng Chăn |
| ----------------------------- | ---------- |
| Sân vận động Quốc gia Lào mới |            |
| Sức chứa: 25.000              |            |
|                               |            |

## Vòng bảng

### Bảng A
| VT | Đội      | ST | T | H | B | BT | BB | HS  | Đ  | Giành quyền tham dự     |
| -- | -------- | -- | - | - | - | -- | -- | --- | -- | ----------------------- |
| 1  | Thái Lan | 4  | 4 | 0 | 0 | 12 | 0  | +12 | 12 | Vòng đấu loại trực tiếp |
| 2  | Myanmar  | 4  | 3 | 0 | 1 | 8  | 5  | +3  | 9  | Vòng đấu loại trực tiếp |
| 3  | Việt Nam | 4  | 2 | 0 | 2 | 5  | 4  | +1  | 6  |                         |
| 4  | Lào (H)  | 4  | 1 | 0 | 3 | 6  | 9  | −3  | 3  |                         |
| 5  | Malaysia | 4  | 0 | 0 | 4 | 5  | 18 | −13 | 0  |                         |

| Myanmar                               | 2–1      | Lào                  |
| ------------------------------------- | -------- | -------------------- |
| - Myat Noe Khin 3' - Zin Mar Htwe 10' | Chi tiết | - Kemmy Phatdala 70' |

| Thái Lan                        | 1–0      | Việt Nam |
| ------------------------------- | -------- | -------- |
| - Trịnh Thị Thủy Linh 4' (l.n.) | Chi tiết |          |

| Thái Lan                 | 1–0      | Myanmar |
| ------------------------ | -------- | ------- |
| - Kotchaphon Nillaor 19' | Chi tiết |         |

| Malaysia                                        | 2–5      | Lào                                                                                       |
| ----------------------------------------------- | -------- | ----------------------------------------------------------------------------------------- |
| - Hellma Emily Joinin 18' - Nur Abdul Rajak 53' | Chi tiết | - Kemmy Phatdala 3' - Lanoy Vongsingkham 5', 40' (ph.đ.) - Phonethip Phommachanh 44', 80' |

| Malaysia | 0–7      | Thái Lan |
| -------- | -------- | --- |
|          | Chi tiết | - Pattaranan Aupachai 18' - Trinity Parascandola 25' - Pluemjai Sontisawat 34' - Ploychompoo Somnonk 40', 46', 64' - Janista Jinantuya 72' |

| Việt Nam                | 1–2      | Myanmar                                     |
| ----------------------- | -------- | ------------------------------------------- |
| - Trần Thị Thu Xuân 27' | Chi tiết | - Myat Noe Khin 33' - Su Pyae Pyae Kyaw 61' |

| Malaysia                        | 1–2      | Việt Nam                                     |
| ------------------------------- | -------- | -------------------------------------------- |
| - Henrietta Justine 33' (ph.đ.) | Chi tiết | - Trần Thị Thu Xuân 3' - Đặng Thanh Thảo 70' |

| Thái Lan                                                              | 3–0      | Lào |
| --------------------------------------------------------------------- | -------- | --- |
| - Suchada Khamjaroen 16' - Pluemjai Sontisawat 20' - Pe Pe 56' (l.n.) | Chi tiết |     |

| Việt Nam                                       | 2–0      | Lào |
| ---------------------------------------------- | -------- | --- |
| - Nguyễn Thị Tú Anh 8' - Trần Thị Thu Xuân 73' | Chi tiết |     |

| Myanmar                                       | 4–2      | Malaysia                                      |
| --------------------------------------------- | -------- | --------------------------------------------- |
| - Myat Noe Khin 4', 34', 57' - Thiri Kyaw 21' | Chi tiết | - Nur Abdul Rajak 31' - Henrietta Justine 67' |

### Bảng B
| VT | Đội         | ST | T | H | B | BT | BB | HS | Đ | Giành quyền tham dự     |
| -- | ----------- | -- | - | - | - | -- | -- | -- | - | ----------------------- |
| 1  | Philippines | 3  | 3 | 0 | 0 | 8  | 0  | +8 | 9 | Vòng đấu loại trực tiếp |
| 2  | Campuchia   | 3  | 1 | 1 | 1 | 3  | 5  | −2 | 4 | Vòng đấu loại trực tiếp |
| 3  | Singapore   | 3  | 1 | 0 | 2 | 3  | 6  | −3 | 3 |                         |
| 4  | Indonesia   | 3  | 0 | 1 | 2 | 2  | 5  | −3 | 1 |                         |

| Singapore          | 1–2      | Campuchia                                |
| ------------------ | -------- | ---------------------------------------- |
| - Putri Sazali 71' | Chi tiết | - Pech U Chun Y 30' - Kory Muoykanha 79' |

| Philippines                                  | 2–0      | Indonesia |
| -------------------------------------------- | -------- | --------- |
| - Cera Viviana 20' - Alexander Elise Yap 33' | Chi tiết |           |

| Indonesia                   | 1–2      | Singapore               |
| --------------------------- | -------- | ----------------------- |
| - Pattinasarany 28' (ph.đ.) | Chi tiết | - Putri Sazali 51', 58' |

| Philippines                                                                                   | 3–0      | Campuchia |
| --------------------------------------------------------------------------------------------- | -------- | --------- |
| - Alexander Elipse Yap 14' - Lazo Maria Gloria Diaz 40' - Fuentes Anya Dominique Santiago 66' | Chi tiết |           |

| Indonesia           | 1–1      | Campuchia              |
| ------------------- | -------- | ---------------------- |
| - Pattinasarany 80' | Chi tiết | - Phoeurn Sreyleak 32' |

| Philippines                                                          | 3–0      | Singapore |
| -------------------------------------------------------------------- | -------- | --------- |
| - Lepage Baena 6' - Garcia Myria Skye Ralston 62' - Cera Viviana 68' | Chi tiết |           |

## Vòng đấu loại trực tiếp
Trong vòng đấu loại trực tiếp, loạt sút luân lưu được sử dụng để quyết định đội thắng nếu cần thiết (hiệp phụ không được sử dụng).
|  | Bán kết                 | Bán kết     |                         |   | Chung kết | Chung kết |
|  |                         |             |                         |   |           |           |
|  | 18 tháng 5 – Viêng Chăn |             |                         |   |           |           |
|  |                         |             |                         |   |           |           |
|  | Thái Lan                | 6           |                         |   |           |           |
|  | Thái Lan                | 6           | 20 tháng 5 – Viêng Chăn |   |           |           |
|  | Campuchia               | 0           |                         |   |           |           |
|  | Campuchia               | 0           | Thái Lan                | 6 |           |           |
|  | 18 tháng 5 – Viêng Chăn |             | Thái Lan                | 6 |           |           |
|  |                         | Philippines | 2                       |   |           |           |
|  | Philippines             | Philippines | 2                       | 3 |           |           |
|  | Philippines             |             |                         | 3 |           |           |
|  | Myanmar                 | 2           |                         |   |           |           |
|  | Myanmar                 | 2           | Tranh hạng ba           |   |           |           |
|  |                         |             |                         |   |           |           |
|  | 20 tháng 5 – Viêng Chăn |             |                         |   |           |           |
|  |                         |             |                         |   |           |           |
|  | Myanmar                 | 3           |                         |   |           |           |
|  | Myanmar                 | 3           |                         |   |           |           |
|  | Campuchia               | 1           |                         |   |           |           |

### Bán kết
| Thái Lan | 6–0      | Campuchia |
| --- | -------- | --------- |
| - Trinity Parascandola 15', 28' - Chatchawan Rodthong 23' - Ploychompoo Somnonk 46' - Pattaranan Aupachai 76' - Kotchaphon Nillaor 80' | Chi tiết |           |

| Philippines                                             | 3–2      | Myanmar                      |
| ------------------------------------------------------- | -------- | ---------------------------- |
| - Garcia Myria Skye Ralston 39', 76' - Cera Viviana 57' | Chi tiết | - Su Pyae Pyae Kyaw 47', 52' |

### Play-off tranh hạng ba
| Campuchia            | 1–3      | Myanmar                                                        |
| -------------------- | -------- | -------------------------------------------------------------- |
| - Kory Muoykanha 58' | Chi tiết | - Zin Mar Htwe 28' - Su Pyae Pyae Kyaw 30' - Myat Noe Khin 80' |

### Chung kết
| Thái Lan | 6–2      | Philippines                                        |
| --- | -------- | -------------------------------------------------- |
| - Ploychompoo Somnonk 12', 22' - Trinity Parascandola 30' - Pattaranan Aupachai 59' - Dedel Makasiar 61' (l.n.) - Janista Jinantuya 80' | Chi tiết | - Garcia Myria Skye Ralston 18' - Cera Viviana 42' |

Ghi chú: Tất cả các trận đấu đã được diễn ra cho 80 phút, tức là mỗi hiệp có 40 phút cho cả hai hiệp 1 và hiệp 2.

## Vô địch
| Vô địch giải vô địch bóng đá nữ U-16 Đông Nam Á 2017 |
| ---------------------------------------------------- |
| Thái Lan Lần thứ 1                                   |

## Giải thưởng
Thái Lan đã thắng tranh cúp giải phong cách.